# Castillo de les Torrocelles

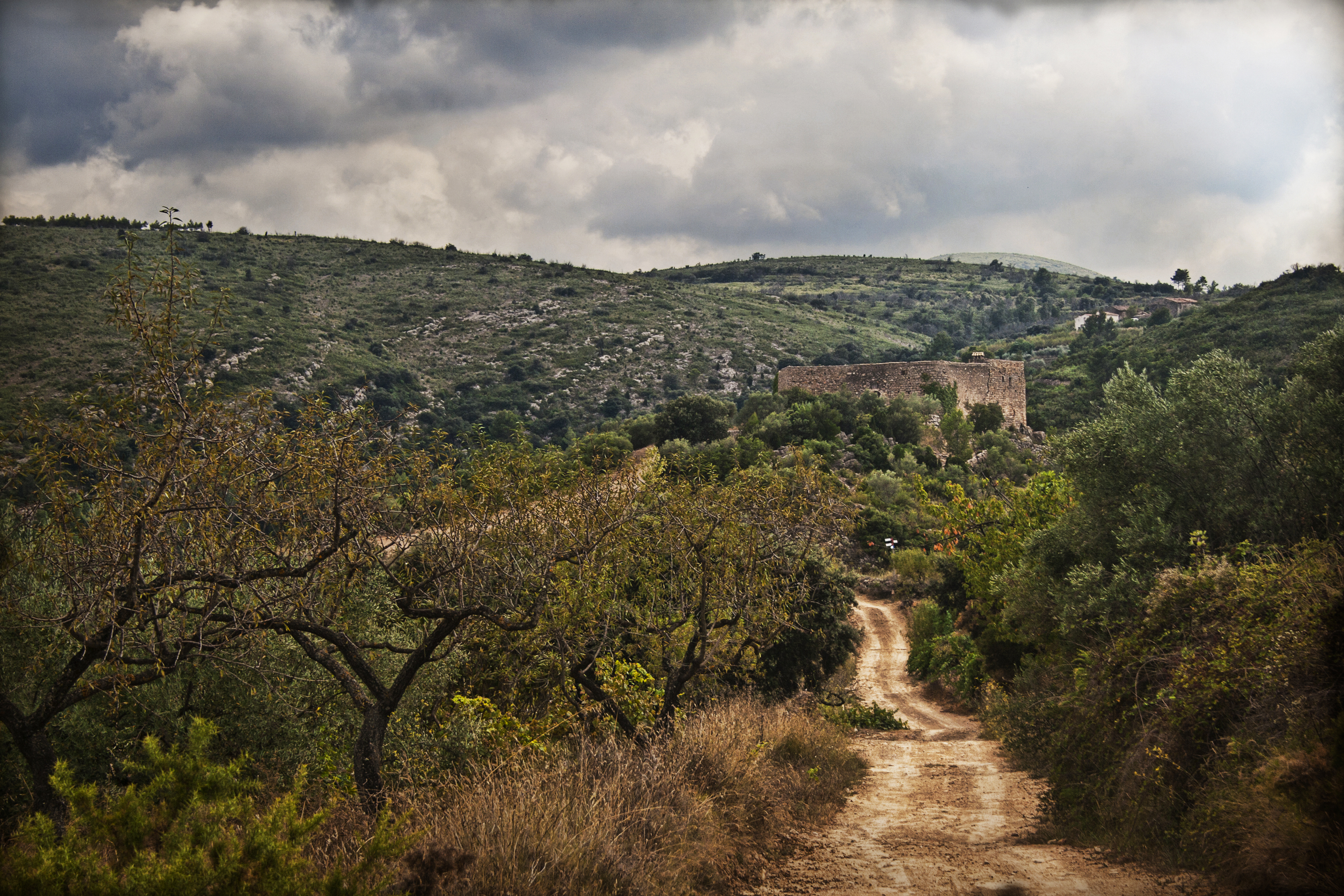
Vista general del Castillo

El Castillo de les Torrocelles está situado en el término municipal de Lucena del Cid (Provincia de Castellón, España) lindante con el de Atzeneta. Se trata de un conjunto formado por un pequeño castillo y una ermita pertenecientes a distintas épocas, que podemos retrotraer al principio, al menos, a la época musulmana. Les Torrocelles constituye, en su forma básica, un original ejemplo de construcción militar y religiosa cristiana medieval, el cual, en sucesivos periodos, ha ido sufriendo diversas ampliaciones y remodelaciones, que han contribuido a configurar su heterogéneo aspecto actual.
Les Torrocelles, emplazada estratégicamente en el extremo de un estrecho valle por el que discurre el camino que conecta Lucena y Adzaneta, tiene enfrente, a dos km de distancia, al castillo de Adzaneta, otra contribución defensiva situada al otro extremo del mismo valle. Ambas edificaciones marcaban y defendían las fronteras territoriales de los poderosos castillos de Alcaltén y de Culla respectivamente. Estos castillos con sus correspondientes demarcaciones ya existían en época musulmana, por lo que podemos suponer que tanto les Torrocelles, como el vecino castillo atzenetí, ya constituían en el período islámico sendos puntos avanzados y fortificados de aquellos distritos.

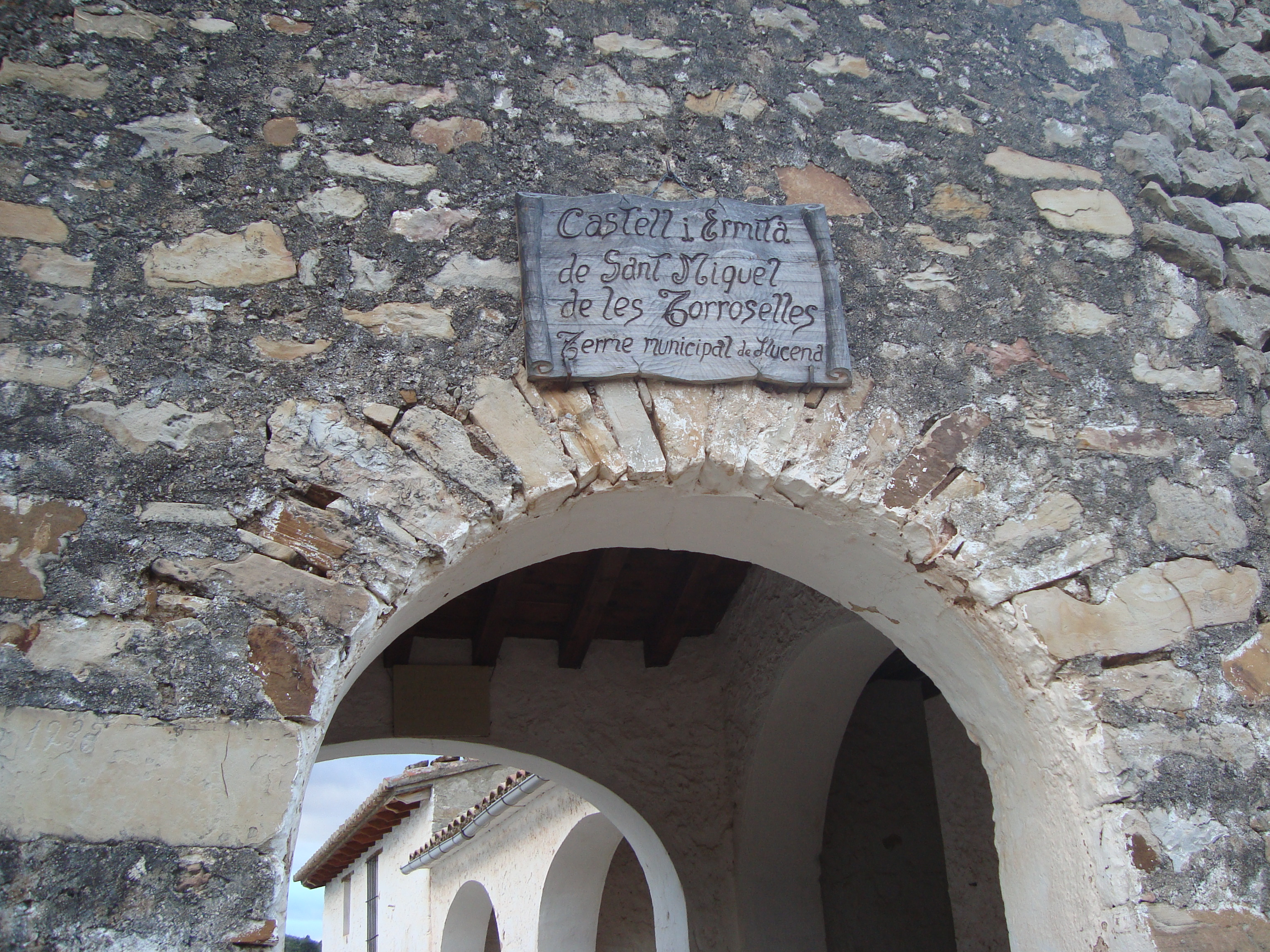
Sant Miquel de les Torroselles (Lluçena, Castelló)

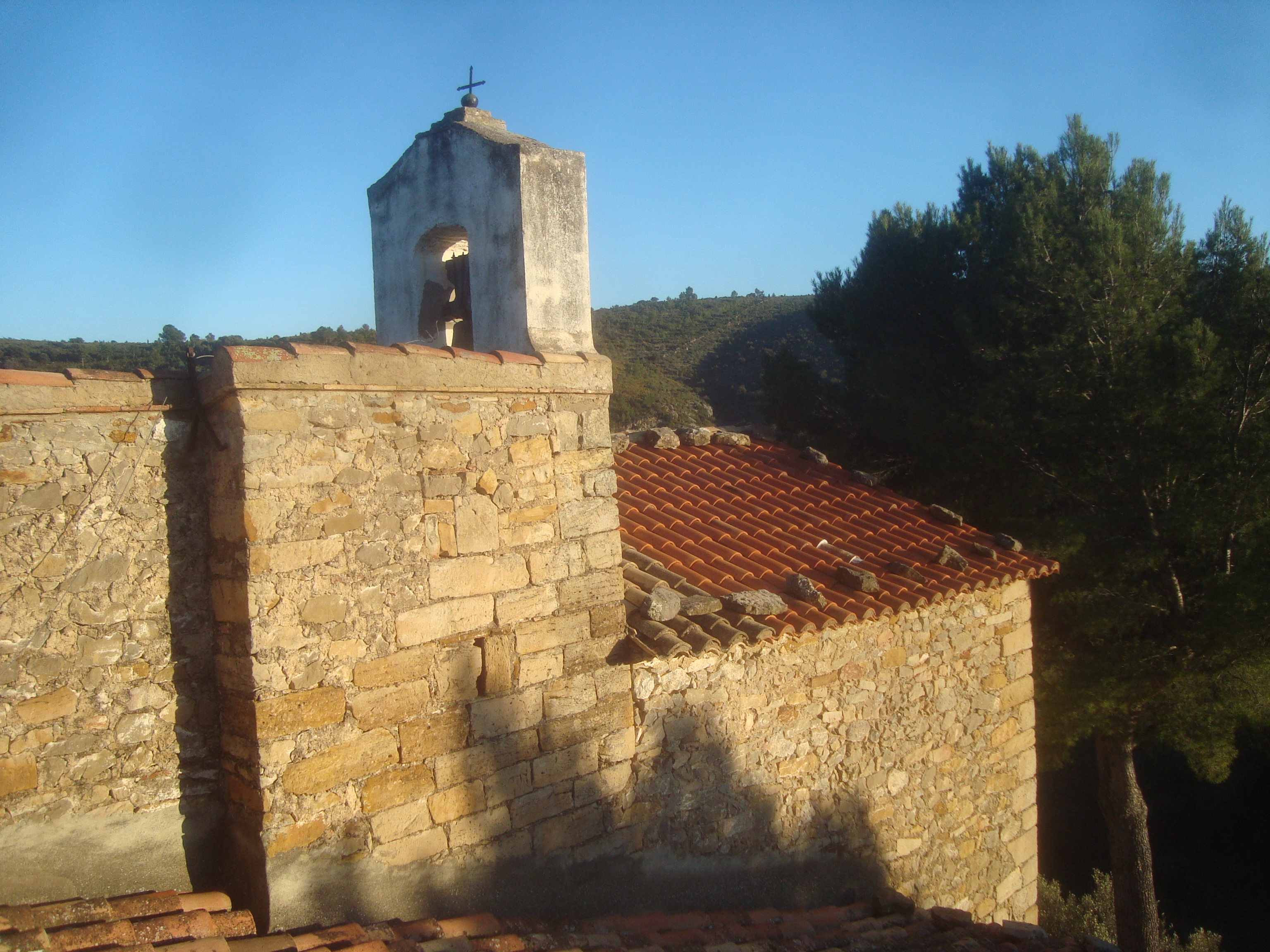
Ermita del castillo de San Miguel de les Torrocelles (Llucena del Cid).

El castillo responde a una estructura plenamente medieval, sencilla, que parece corresponder a los primeros tiempos de nuestra reconquista. Se trata de un castillo montano de planta irregular en forma de trapecio rectángulo cuya altura es ligeramente mayor que la de su base media. Su superficie, en un solo plano, es de unos 500 m² y queda bien delimitada por simple muralla, formada de piedra caliza propia del terreno que lo circunda, sin trabajar, trabada, en espiga y con empleo de mortero.

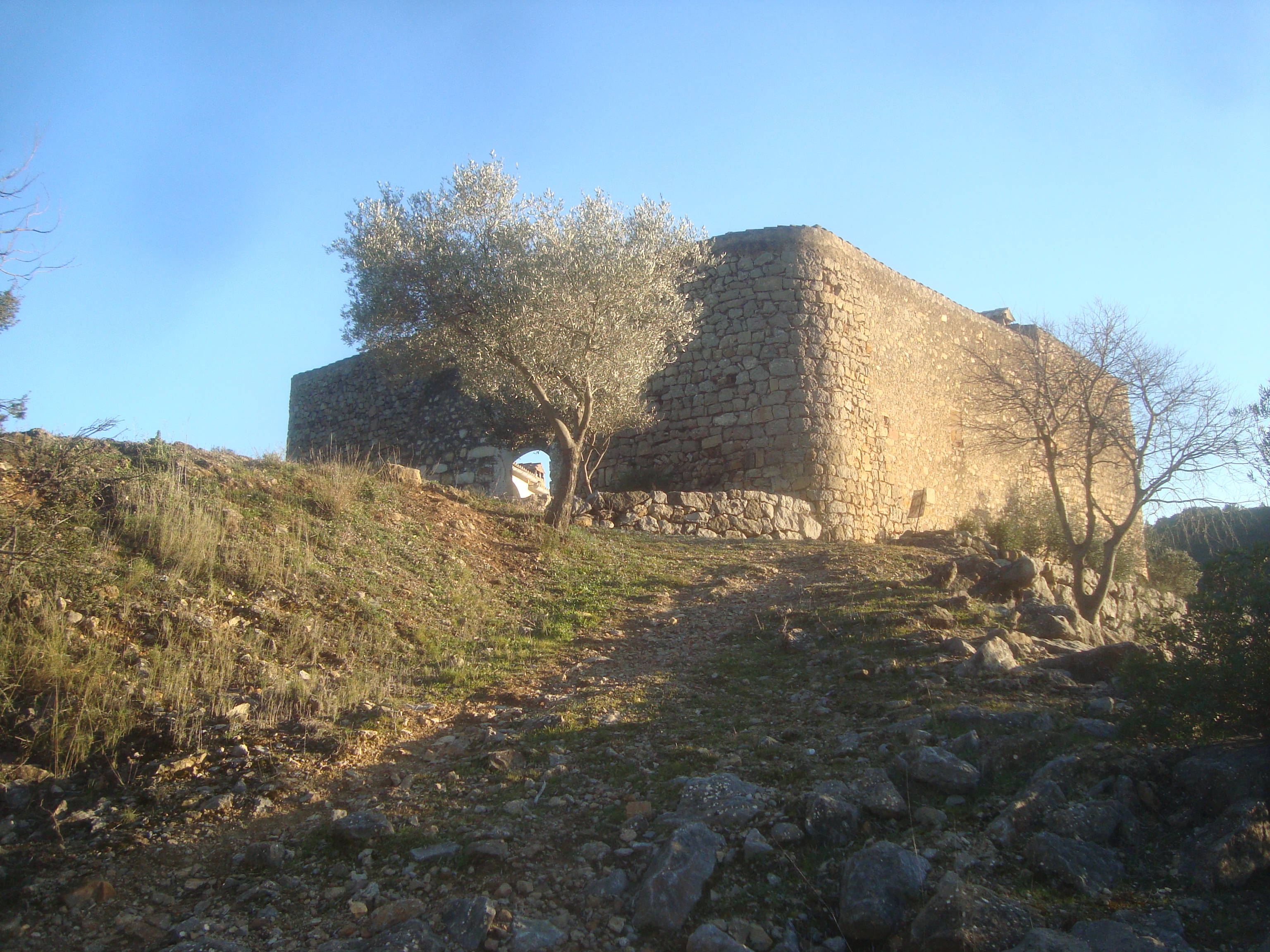
Castillo de les Torrocelles (Llucena del Cid).

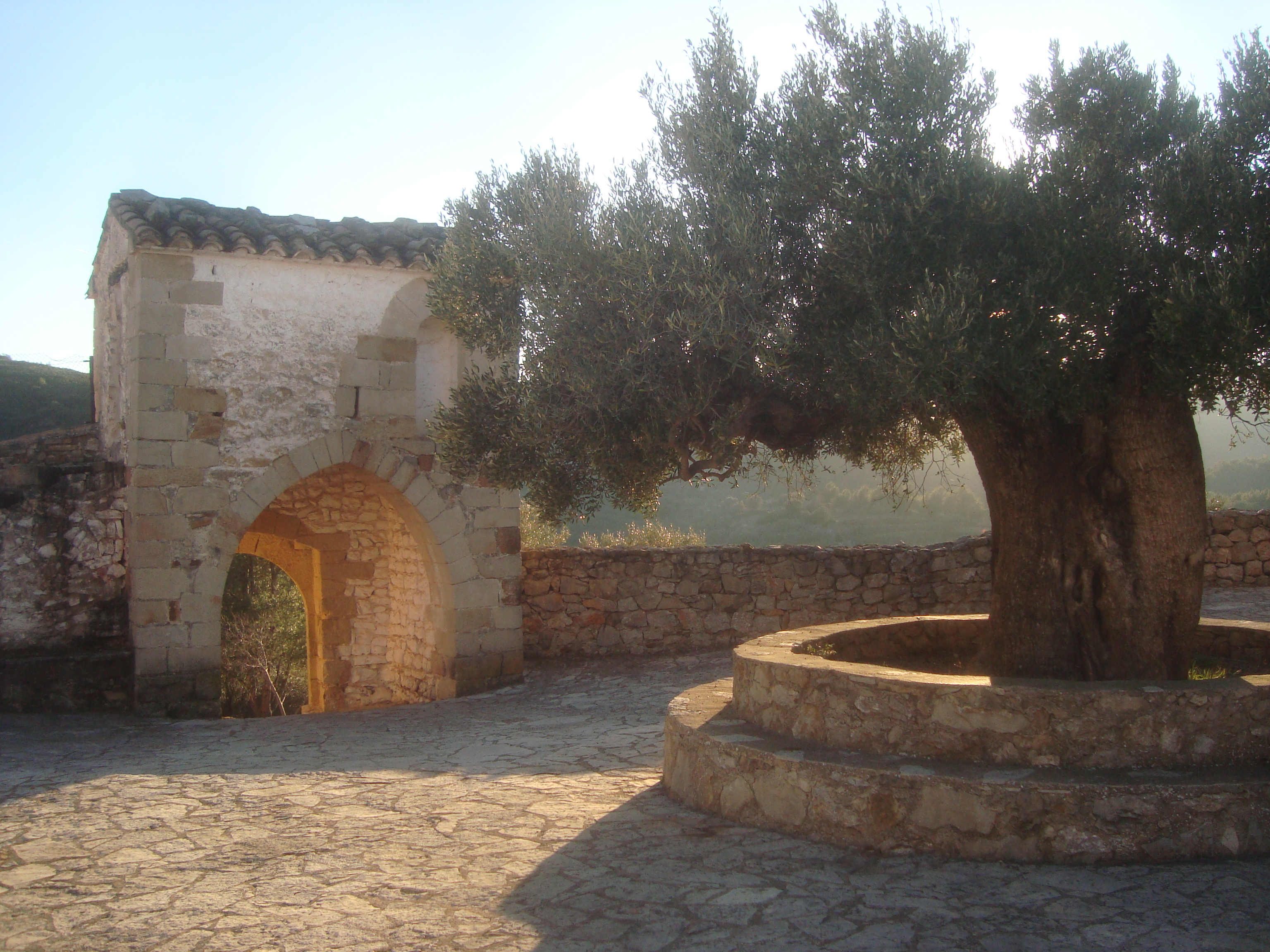
Castillo de les Torrocelles, Llucena del Cid.

De los cuatro lienzos de muralla que posee el castillo, la del mediodía la más interesante, la cual corresponde a la base mayor de su planta trapezoidal. En ella se conserva, en el centro de la misma, un sólido torreón de piedra sillar, de planta prácticamente cuadrada, con dos cuerpos superpuestos, y en ella un portal con dos arcadas que debió servir, en otro tiempo, de entrada única al recinto. Una de éstas, que sirve de acceso desde el exterior a la torre, es de hermosas y robustas dovelas, con arquería de medio punto y regulares dimensiones; la otra, que da, desde este punto, paso al interior del castillo o patio de armas, es de dimensiones sensiblemente mayores, arquería gótica con clave partida. El cuerpo superior de la torre posee una saeteras o mirillas que dan tanto al exterior como al interior del recinto, apareciendo cubierto por tejadillo o doble vertiente y tejas morunas. Probablemente, en su primera época, estuviera esta dependencia coronada de almenas. Se asciende a la misma mediante tosca escalera adosada a la cara interior de la muralla.